# نئامین
نئامین (انگلیسی: Neamine) یک فراورده تخریب آنتی‌بیوتیک آمینوگلیکوزید نئومایسین است.